# Zaleptulus lineatus
Zaleptulus lineatus is een hooiwagen uit de familie Sclerosomatidae.